# Wolfgang Wegert
Wolfgang Wegert (* 15. Oktober 1943) ist ein deutscher Pastor, Autor und christlicher Fernsehprediger. Einem größeren Publikum im In- und Ausland (besonders im osteuropäischen Raum) wurde er durch die wöchentliche Fernsehsendung Die Fernsehkanzel bekannt, die seit 1987 bis heute ausgestrahlt wird. In den Medien wurde er auch als der „Fernsehpastor der Nation“ tituliert. 

## Leben
Nach seinem Studium war Wolfgang Wegert zunächst als Bauingenieur tätig, vor allem im Brückenbau. Erst spät entschloss er sich zu einer freikirchlichen pastoralen Laufbahn und wurde schließlich Pastor der Arche Hamburg, wo er vorher als ehrenamtlicher Jugendleiter aktiv gewesen war. 1984 gründete er als Pastor im Rahmen der Gemeindearbeit das Missionswerk Arche. Im Zuge dessen begann er Radiopredigten über Radio Luxemburg zu senden. Ab 1987 wurden seine Predigten wöchentlich über Privatsender ausgestrahlt. Theologisch begann er als Pfingstler. Seit Ende 2008 ist das Gemeinde- und Missionswerk Arche den freikirchlich-reformierten Gemeinden zuzuordnen.
Wegert lebt in Quickborn, ist verheiratet und hat zwei Töchter und einen Sohn, Christian Wegert. Dieser ist seit Herbst 2010 Hauptpastor des Gemeinde- und Missionswerks Arche in Hamburg und ist ebenfalls als Fernsehprediger aktiv.

## Kritik
Zwei Tage nachdem im Kölner Dom in einem Trauergottesdienst und staatlichen Trauerakt der 150 Opfer des Germanwings-Flugzeugabsturzes in den französischen Alpen gedacht worden war, sagte Wolfgang Wegert in seiner Sonntagspredigt am 19. April 2015:

„Denn wenn Menschen sterben, ob im Altersheim oder bei einem Flugzeugabsturz, sterben sie, weil sie schuldig sind. Eventuell muss das aus der Sendung noch herausgestrichen werden. Aber es bleibt wahr. Wenn Menschen sterben, ob im Altersheim oder bei einem Flugzeugabsturz, sterben sie, weil sie schuldig sind. Denn auf Grund unserer Sünde haben wir alle den Tod verdient. Ohne Aufschub. Unsere Frage sollte nicht lauten ‚Warum mussten diese sterben?‘, sondern sie müsste lauten ‚Warum dürfen wir noch leben?‘“

In verschiedenen Medien wurde Wegerts Aussage diskutiert und kritisiert. Als Reaktion darauf entschuldigte er sich für seine Formulierung. Das Missionswerk Arche veröffentlichte eine offizielle Stellungnahme auf seiner Website und die entsprechenden Sätze wurden aus der veröffentlichten Predigt entfernt.

## Veröffentlichungen (Auswahl)
- Die neue Perspektive: Alles ist dein!, Verlag C. M. Fliss Hamburg 1993, ISBN 978-3-922349-78-5.
- Wunder seiner Gnade, Verlag C. M. Fliss Hamburg 1993, ISBN 978-3-922349-87-7.
- Mir wird nichts mangeln. Eine Auslegung des 23. Psalms, Arche Medien, Hamburg 2001, ISBN 978-3-934936-03-4.
- Die Seligpreisungen: auf dem Weg zu Gott, Arche Medien, Hamburg 2011, ISBN 978-3-934936-27-0.
- Leben aus Gottes Wort. Andachten für jeden Tag, Verlag des Gemeinde- und Missionswerks Arche, Hamburg 2019, ISBN 978-3-934936-36-2.
- Einer, den Gottes Gnade fand. Ein Pastorenleben und seine unerwartete Wende, Verlag des Gemeinde- und Missionswerks Arche, Hamburg 2023, ISBN 978-3-934936-48-5.